# ソウルシティ・スー
ソウルシティ・スー (Seoul City Sue) は、朝鮮戦争の最中に朝鮮民主主義人民共和国（北朝鮮）が国連軍（その多くはアメリカ軍）に対して行なったプロパガンダ放送でアナウンサーを務めた女性の、アメリカ軍内での通称である。

## 解説
彼女の存在は、1950年8月上旬には確認されている。8月10日、アメリカ軍第588憲兵隊の隊員が放送を聴取している。その内容は、BGMに合わせてアメリカ軍の戦死者の名前（戦死者の認識票から拾い集めたものと見られる）を読み上げ、厭戦気分を誘おうというものだった。ただしその内容はひどく退屈なものであったらしい。
数ヶ月後、この女性はアメリカ合衆国出身で朝鮮人記者の妻であるアンナ・ウォレス・サー (Anna Wallace Suhr, 1900-1969?) であると、アメリカのメソジスト教会団体の調べで確認された。
彼女は1930年に日本統治下の朝鮮に派遣され、第二次世界大戦による抑留をはさんで1937年からは1946年まで中華民国・上海のアメリカンスクールで働いた女性で、その後はアメリカ軍政下の朝鮮で宣教師学校の教師を務め、ソウルの外交官の子息らを指導していたとされる。ソウルシティ・スーとサーが同一人物という証拠として、スーの鈍重な語り口が彼女のそれと似ていることを挙げている。
その後のサーの消息は、1965年に北朝鮮に亡命し2005年にアメリカへ帰国したアメリカ軍元兵士のチャールズ・ジェンキンスの著書で明らかにされた。それによると、サーは朝鮮中央通信の英語出版部門に在籍し、ジェンキンス自身も1965年に北朝鮮の首都・平壌のデパートにある外国人専用区域でサーを見たが、その後の1972年になって、サーは1969年に大韓民国（韓国）との二重スパイの嫌疑を掛けられて銃殺されたと聞かされた、とされる。